# Intestia
La intestia (del latín intestato, ‘intestado’) es un mal uso señorial que existió en la Corona de Aragón durante la Edad Media, aunque luego cayó en desuso por su carácter abusivo. Autorizaba al señor feudal a quedarse con la tercera parte de los bienes muebles y semovientes del campesino o vasallo que moría sin testar.
Los juristas de Gerona, más indulgentes, consideraban testado a todo aquel que hubiese otorgado codicilo y en los casos que hubiera heredamiento preventivo por medio de capitulaciones matrimoniales o sustitución pupilar. Para fijar la cuota de la que se apoderaba el señor, se partía del valor total de los bienes muebles del fallecido, en el que se incluía el ganado, los censales y otros créditos. Tras la mortandad de 1348, algunos señores intentaron incluir en la estimación de la intestia los bienes inmuebles, pero finalmente la idea no prosperó.
Si el intestado era joven, sus bienes se repartían en tres partes: una para al señor, otra para los padres, las misas por su alma y las limosnas para los pobres, y la tercera para sus parientes próximos o sus hijos, si los tuviese.
En algunos lugares, como en la veguería de Barcelona, los señores practicaban la intestia aun cuando el fallecido estuviera en edad pupilar, que en los chicos iba de los 14 años para abajo y en las chicas de 12 para abajo. En tierras gerundeses, por su parte, no se daba a los menores como intestados ya que, de hecho, no podían otorgar testamento.    